# Pedro Henrique Rodrigues
Pedro Henrique Rodrigues (* 18. Juni 1999 in Parintins) ist ein brasilianischer Leichtathlet, der sich auf den Speerwurf spezialisiert hat. In dieser Disziplin wurde er 2023 und 2025 Südamerikameister.

## Sportliche Laufbahn
Erste Erfahrungen bei internationalen Meisterschaften sammelte Pedro Henrique Rodrigues im Jahr 2014, als er bei den Jugendsüdamerikameisterschaften in Cali mit dem leichteren U18-Speer mit einer Weite von 60,34 m die Bronzemedaille gewann. Zwei Jahre später siegte er dann bei den U18-Südamerikameisterschaften in Concordia mit einem Wurf auf 77,30 m. Im Jahr darauf siegte er mit 69,71 m bei den U20-Südamerikameisterschaften in Leonora und gewann anschließend auch bei den Panamerikanischen-U20-Meisterschaften in Trujillo mit 74,58 m die Goldmedaille. 2018 belegte er dann bei den U20-Weltmeisterschaften in Tampere mit 72,44 m den fünften Platz und anschließend gewann er bei den U23-Südamerikameisterschaften in Cuenca mit 71,57 m die Bronzemedaille hinter dem Chilenen Francisco Muse und seinem Landsmann Pedro Luiz Barros. 2021 gewann er bei den Südamerikameisterschaften in Guayaquil mit einer Weite von 73,57 m ebenfalls die Bronzemedaille, diesmal hinter dem Kolumbianer Arley Ibargüen und Billi Julio aus Venezuela. Julio wurde die Silbermedaille nachträglich aberkannt und wurde dann an Rodrigues verliehen. Im Oktober belegte er bei den U23-Südamerikameisterschaften ebendort mit 66,73 m den sechsten Platz und im Dezember siegte er dann bei den erstmals ausgetragenen Panamerikanischen Juniorenspielen in Cali mit einem Wurf auf 74,41 m. Im Jahr darauf gewann er bei den Ibero-Amerikanischen Meisterschaften in La Nucia mit 80,74 m die Silbermedaille hinter dem Portugiesen Leandro Ramos und im Oktober gelangte er bei den Südamerikaspielen in Asunción mit 67,84 m auf Rang vier.
2023 siegte er mit einer Weite von 80,26 m bei den Südamerikameisterschaften in São Paulo und schied anschließend bei den Weltmeisterschaften in Budapest mit 72,34 m in der Qualifikationsrunde aus. Im November gewann er bei den Panamerikanischen Spielen in Santiago de Chile mit 78,45 m die Silbermedaille hinter dem US-Amerikaner Curtis Thompson. Im Jahr darauf siegte er mit neuem Südamerikarekord von 85,11 m bei den Ibero-Amerikanischen Meisterschaften in Cuiabá und löste damit den Paraguayer Edgar Baumann als Rekordhalter ab. Im August verpasste er bei den Olympischen Sommerspielen in Paris mit 79,46 m den Finaleinzug. 2025 verteidigte er bei den Südamerikameisterschaften in Mar del Plata mit 77,92 m seinen Titel.
In den Jahren 2022 und 2023 wurde Rodrigues brasilianischer Meister im Speerwurf.